# Polizeiruf 110: Thanners neuer Job
Thanners neuer Job ist ein deutscher Kriminalfilm von Bodo Fürneisen aus dem Jahr 1991. Der Fernsehfilm erschien als 153. Folge der Filmreihe Polizeiruf 110. Es war der letzte Polizeiruf, der im Deutschen Fernsehfunk, dem ehemaligen Fernsehen der DDR, ausgestrahlt wurde.

## Handlung
Die Kriminalisten um Kriminalhauptkommissar Peter Fuchs sind wenig erfreut, als sie erfahren, dass sie einen neuen Vorgesetzten aus Nordrhein-Westfalen erhalten. Zwar kennen sie Christian Thanner bereits aus einer früheren Zusammenarbeit, doch führt sich Thanner bei der Vorstellung ungeschickt ein. Er ordnet an, dass zukünftig jede Entscheidung von ihm abgenommen werden muss. Peter Fuchs, Thomas Grawe und die anderen reagieren zynisch, so sei endlich jemand erschienen, der ihnen nach 40 Jahren „richtige Polizeiarbeit“ beibringe. Thomas Grawe spricht Peter Fuchs gegenüber das Thema Vorruhestand an, an das der erfahrene Ermittler jedoch kaum einen Gedanken verschwendet.
Als die Meldung eines Sparkassenüberfalls eingeht, ist Thanner verschwunden. Er kauft für seine Geliebte Adelheid Blumen, führt sie aus und geht später einkaufen. Peter Fuchs und Thomas Grawe begeben sich ohne sein Einverständnis zum Tatort. Hier haben die Rechtsradikalen Kalle und Helmut zahlreiche Geiseln genommen, darunter Frauen und Rentner. Peter Fuchs bietet sich als Austauschgeisel an und die beiden Männer nehmen das Angebot an. Er übermittelt ihre Geldforderungen und Thomas Grawe leitet die Geldübergabe. Die Scheine befinden sich in einem präparierten Koffer, doch packen die Täter die Scheine um. Sie fliehen mit Peter Fuchs in ihrer Gewalt auch nicht mit dem von der Polizei bereitgestellten Wagen, sondern haben sich im Vorfeld ein eigenes Fluchtauto organisiert. Jegliche Möglichkeiten der Ortung durch die Ermittler haben die Täter so umgehen können. Schnell kann der Wagen, den sie für die Anfahrt genutzt haben, als Fahrzeug von Druckereibesitzer Wilfried Ortner identifiziert werden. Ihn kennen die Ermittler bereits aus ihren Observierungen der rechten Szene, versorgt er die Radikalen doch mit illegal hergestellten rechten Druckerzeugnissen.
Peter Fuchs muss das Fluchtauto fahren, da Helmut bei einem Schusswechsel in den Arm geschossen wurde und stark blutet. Als Kalle aussteigt, um das Nummernschild zu manipulieren, versucht Peter Fuchs mit dem Wagen zu fliehen, kann jedoch von Helmut gestoppt werden. Den Rest der Fahrt verbringt Peter Fuchs gefesselt und geknebelt auf dem Rücksitz des Wagens. Die Täter fahren zur Druckerei von Wilfried Ortner. Während Kalle nach Ortner sucht, hat Thanner im Polizeifunk vom Sparkassenüberfall erfahren und auch, dass das erste Auto der Täter Ortners war. Er begibt sich zur Druckerei und sieht im Hof den geknebelten Peter Fuchs im Fluchtauto sitzen. Thanner kann Helmut stellen, der am Motorraum hantierte, wird jedoch kurz darauf von Kalle überwältigt. Kalle und Helmut setzen ihre Flucht mit Geisel Peter Fuchs nun in Thanners Dienstfahrzeug fort. Sie begeben sich zu Kalles Freundin Birgit, die eine von Rechtsradikalen frequentierte Kneipe führt. Helmut wird notdürftig versorgt, während Peter Fuchs mit Handschellen gefesselt ausharren muss. Wasser- und Lichtentzug, aber auch das laute Zwangshören rechter Musik über einen Kopfhörer, zermürben ihn. Erst spät bittet er darum, die Toilette benutzen zu dürfen.
Ortner wurde unterdessen von Thanner und Grawe aufgesucht und befragt. Er begibt sich anschließend zu Birgit und stellt Kalle und Helmut zur Rede. Er ist entsetzt, als er sieht, dass sie eine Geisel genommen haben und schließt Kalle und Helmut aus der „Bewegung“ aus. Er will das geraubte Geld an sich nehmen und gehen, dabei wird er hinterrücks von Kalle erschossen. Birgit, die inzwischen ebenfalls von Thanner und Grawe aufgesucht wurde, verweigert sich bei ihrer Rückkehr einer weiteren Komplizenschaft. Kalle versenkt den PKW mit Ortners Leiche im Kofferraum in einem See; anschließend fahren Kalle und Helmut mit Peter Fuchs zu Kalles Vater, der Arzt ist. Er versorgt Helmuts Wunde und wird von Kalle gezwungen, seine Autoschlüssel herzugeben. Peter Fuchs muss das Fluchtauto fahren, bis er vor Ermüdung fast einen Unfall verursacht. Kalle fährt den Wagen in ein Waldstück und lässt Peter Fuchs aussteigen. Er will ihn erschießen, doch verklemmt sich die Pistole. Peter Fuchs flieht und fleht um sein Leben, wird von Kalle jedoch nur höhnisch verlacht. Kurz vor dem Schuss schlägt Helmut Kalle mit einem Paar Handschellen nieder. Mehrfach hatte Peter Fuchs zuvor versucht, Helmut auf seine Seite zu ziehen.
Später steht Peter Fuchs, von den Strapazen gezeichnet, am Fenster des Beratungsraums der Kriminalisten. Thanner lobt ihn für seinen Einsatz, doch stellt Peter Fuchs fest, dass er einfach nur Angst hatte. Thomas Grawe ist ernüchtert, und Thanner versucht sich in Zweckoptimismus. Auf seine Frage „Aber wir machen trotzdem weiter, oder haben Sie einen anderen Vorschlag?“ nimmt Peter Fuchs wortlos sein Jackett und verlässt den Raum.

## Produktion
Thanners neuer Job (Arbeitstitel: Tag der Verlorenen / Thanner in Berlin) wurde vom 6. Juli bis 16. August 1991 in Berlin und Umgebung gedreht. Die Kostüme des Films schuf Ingrid Mogel, die Filmbauten stammen von Manfred Glöckner. Der Film erlebte am 22. Dezember 1991 in der DFF-Länderkette seine Fernsehpremiere. Neun Tage später stellte der DFF seine Sendetätigkeit ein. Die Zuschauerquote wurde – wie bereits zur vorhergehenden Folge – nicht veröffentlicht. 

## Hintergrund
Die Ausstrahlung der Polizeiruf-Reihe wurde unterbrochen und erst am 13. Juni 1993 mit Polizeiruf 110: und tot bist du fortgesetzt. Die Dreharbeiten für neue Folgen hatten im Sommer 1992 begonnen. Thanners neuer Job war die 153. Folge der Filmreihe Polizeiruf 110. Hauptkommissar Peter Fuchs ermittelte in seinem 85. und letzten Fall. Oberkommissar Thomas Grawe war in seinem 30. Fall zu sehen. 
Hauptkommissar Christian Thanner, Ermittler in der Schimanski-Reihe des Tatorts, hatte seinen zweiten und letzten Auftritt im Polizeiruf. Der erste war 1990 in der Folge Unter Brüdern, die anlässlich der deutschen Wiedervereinigung gemeinsam für beide Reihen produziert wurde. Eine Woche später war er allerdings im letzten Schimanski-Tatort (Der Fall Schimanski) wieder wie gewohnt im Ruhrgebiet tätig.

## Kritik
Peter Hoff schrieb rückblickend, dass „der alte Polizeiruf eigentlich mit seiner 153. Folge Thanners neuer Job zu Ende [ging]“. Der Film sei „ein Abgesang auf die alte Krimireihe“.
Veith von Fürstenberg:

„Ohne Zugang zum DDR-Fernsehen habe ich möglicherweise die Bedeutung Peter Borgelts in der DDR nicht angemessen gewürdigt, was ich nachträglich bedauerlich fände. […] Die Situation allerdings, dass ein oberschlauer Wessi einen verdienten Ossi verdrängt, der vorher gequält und gedemütigt worden war, schien mir Teile der Wirklichkeit widerzuspiegeln, und der wortlose Abschied des Ossis eine stolze und würdevolle Reaktion auf diese übermächtige Wirklichkeit zu sein.“